# بالو (ویسکانسین)
بالو (به انگلیسی: Ballou) یک منطقهٔ مسکونی در ایالات متحده آمریکا است که در Morse واقع شده‌است. بالو ۴۳۴٫۰۴ متر بالاتر از سطح دریا واقع شده‌است.